# Musculus sphincter pupillae
De musculus sphincter pupillae of pupilvernauwer is een spier in het regenboogvlies van het oog en bestaat uit circulair verlopende spiervezels vanaf de pupil. De musculus sphincter pupillae komt voor bij alle gewervelden en bij sommige inktvissen.

## Anatomie en fysiologische werking
De spier is samen met de musculus dilatator pupillae verantwoordelijk voor de pupilreflex. Constrictie van de pupil treedt op door lichtinval of ten tijde van accommodatie. Bij dichtbij kijken ontstaat een "dichtbijreflex" die leidt tot pupilvernauwing (miosis), accommodatie, en convergentie (het gelijktijdig naar binnen draaien van beide ogen). Dit wordt ook wel de accommodatietrias genoemd.
De fysiologische vernauwing van de pupil veroorzaakt door de musculus sphincter pupillae wordt ook wel miose genoemd. Parasympathische stimulatie van de muscarine M3-receptoren in de spier veroorzaakt contractie (samentrekken van de spier). Blokkade van deze receptor leidt tot pupilverwijding (mydriase).
De spier wordt geïnnerveerd via parasympathische zenuwvezels afkomstig van de kernen van Edinger-Westphal, die langs de nervus oculomotorius synapteren in het ganglion ciliare, vanwaar het signaal via de nervi ciliares breves naar de musculus sphincter pupillae wordt gevoerd. 